# Nukuoro
Nukuoro, früher auch Monteverde, ist ein Atoll in den Föderierten Staaten von Mikronesien. Es ist Teil des Bundesstaates Pohnpei.

## Geographie
Nukuoro hat eine Bevölkerung von 210 Personen (Stand 2010).
Die Lagune hat einen Durchmesser von 6 km. Die Gesamtfläche des Atolls beträgt 40 km², die Landfläche jedoch nur 1,67 km². Davon entfallen 0,466 km² oder 46,6 Hektar auf die Hauptinsel Nukuoro, die sechsmal so groß ist wie die zweitgrößte Insel Gausema. Die Ressourcen der Inseln sind daher beschränkt. Die Bewohner ernähren sich von Fischfang, ein wenig Landwirtschaft und der Aufzucht von Nutztieren.
Das Atoll ist vergleichsweise abgelegen. Es gibt keine Landebahn und nur wenig Schiffsverkehr: Einmal im Monat wird die Insel von einem Passagierschiff angelaufen. Das Atoll wird von Zeit zu Zeit auch von Kreuzfahrtschiffen angesteuert.

## Sprache
Die Einwohner sprechen eine Sprache aus der polynesischen Sprachgruppe namens „Nukuoro“. Die Insel zählt daher zu den polynesischen Exklaven, welche sich außerhalb des polynesischen Dreiecks befinden.

## Inseln
Die Inseln des Atolls sind in der Reihenfolge des Uhrzeigersinns aufgelistet, beginnend im Norden bzw. Nordwesten:
| Nr. | Motu              | Fläche (ha) | Einwohner 2010 |
| --- | ----------------- | ----------- | -------------- |
| 1   | Deungagelegele    | …           | …              |
| 2   | Dalainamu         | …           | …              |
| 3   | Gabinivele        | …           | …              |
| 4   | Hauosiga          | 0,3         | …              |
| 5   | Namoilodoa        | …           | …              |
| 6   | Modunui           | …           | …              |
| 7   | Moduia            | …           | …              |
| 8   | Dalagivao         | …           | …              |
| 9   | Dolungahale       | …           | …              |
| 10  | Ahulanui          | 0,1         | …              |
| 11  | Niulegida         | …           | …              |
| 12  | Masagumani-ilalo  | …           | …              |
| 13  | Ahulegalega       | …           | …              |
| 14  | Dahaugadabu       | …           | …              |
| 15  | Dahangahaino      | …           | …              |
| 16  | Ahuilodo          | …           | …              |
| 17  | Moduidua          | …           | …              |
| 18  | Modubodai         | …           | …              |
| 19  | Sabinimadogo      | …           | …              |
| 20  | Deahu (nördliche) | …           | …              |
| 21  | Deahu (mittlere)  | …           | …              |
| 22  | Deahu (südliche)  | …           | …              |
| 23  | Moduovae          | …           | …              |
| 24  | Ahuedolu          | …           | …              |
| 25  | Moduodula         | …           | …              |
| 26  | Ahuloloa          | …           | …              |
| 27  | Baonga            | …           | …              |
| 28  | Moduovega         | …           | …              |
| 29  | Balaiasi          | …           | …              |
| 30  | Haduganae         | …           | …              |
| 31  | Tuila             | …           | …              |
| 32  | Sungaulohu        | …           | …              |
| 33  | Ngaligi           | …           | …              |
| 34  | Haisisi           | …           | …              |
| 35  | Demodu            | …           | …              |
| 36  | Ladi              | …           | …              |
| 37  | Dagamanga         | …           | …              |
| 38  | Nukuoro           | 46,6        | …              |
| 38a | Masakomani1)      | …           | …              |
| 39  | Masagumani-ingage | …           | …              |
| 40  | Masabu            | …           | …              |
| 41  | Senugudai         | …           | …              |
| 42  | Gausema           | 7,8         | …              |
| 43  | Moduilodo         | …           | …              |
| 44  | Deahua            | …           | …              |
| 45  | Olomanga          | …           | …              |
| 46  | Moduilalo         | …           | …              |
|     | Nukuoro           | 167,0       | 210            |

1) Masakomani, früher eine separate Insel, bildet heute den südlichsten Teil der Hauptinsel Nukuoro.